# Nicolaas van der Westen
Nicolaas Petrus van der Westen SS.CC. (Made, 5 juli 1913 - Eindhoven, 24 oktober 1982) was een Nederlands geestelijke en een bisschop van de Rooms-Katholieke Kerk, werkzaam in Nederlands-Indië en in Indonesië.
Nicolaas Petrus van der Westen werd geboren op 5 juli 1913 in Made als zoon van de broodbakker en tuinder Johannes Cornelis van der Westen en zijn vrouw Cornelia Maria Segeren.
Van der Westen trad in bij de congregatie van de Heilige Harten van Jezus en Maria; hij nam daarna de naam Gabriël aan. Zijn priesterwijding vond plaats op 31 juli 1938; daarna werd hij als missionaris uitgezonden naar Nederlands-Indië.
Toen de apostolische prefectuur Banka en Billiton op 8 februari 1951 werd omgezet in het apostolisch vicariaat Pangkal-Pinang, werd Van der Westen benoemd tot eerste vicaris, en tevens tot titulair bisschop van Bladia. Zijn bisschopswijding vond plaats op 20 mei 1951. Nadat het apostolisch vicariaat op 3 januari 1961 was omgezet in een bisdom werd hij benoemd tot eerste bisschop.
Van der Westen nam deel aan het Tweede Vaticaans Concilie. Op 11 november 1978 ging hij met emeritaat. 